# Tabebuia myrtifolia
Tabebuia myrtifolia es una especie de planta de la familia Bignoniaceae. Es endémica de Cuba. Está amenazada por la pérdida de su hábitat.

## Taxonomía
Tabebuia myrtifolia fue descrita por (Griseb.) Britton y publicado en Bulletin of the Torrey Botanical Club 42: 378. 1915.
Etimología
Tabebuia: nombre genérico que proviene de su nombre vernáculo brasileño tabebuia, o taiaveruia; 
myrtifolia: epíteto latino que significa "con hojas de Myrtus"
Sinonimia
- Tabebuia anafensis Urb.
- Tabebuia anafensis subsp. munizii Borhidi
- Tabebuia mogotensis Urb.
- Tabebuia myrtifolia var. petrophila (Greenm.) A.H.Gentry
- Tabebuia petrophila Greenm.
- Tabebuia saxicola Britton
- Tabebuia truncata var. sphenophylla Urb.
- Tecoma myrtifolia Griseb. basónimo[3][4]